# 柳生みゆ
柳生 みゆ（やぎゅう みゆ、1990年10月20日 - ）は、日本の女優、タレント、ファッションモデル。本名および旧芸名は柳生 美結（読み同じ）。大阪府出身。ヒラタオフィス所属。血液型はO型。愛称はぎゅうーちゃん。

## 来歴
創叡タレントスクール出身。1999年のドラマ30『いのちの現場から6』（TBS系）で子役としてデビュー。10歳の時に日本とイランの合作映画『風の絨毯』（2003年）のオーディションに合格したのをきっかけにスリー・アローズ・エンターテイメントに所属。主演を務めた同作はイラン・ファジル映画祭にて複数の賞を受賞。以降、数々の映画・テレビドラマに出演する
ファッション雑誌『ピチレモン』2002年10月号でファッションモデルとしてもデビューし、2007年の卒業までレギュラーモデル（ピチモ）を務める。
2011年にはNHK連続テレビ小説『カーネーション』へ出演して尾野真千子演じるヒロインの妹・小原静子役を演じて注目を集め、一日警察署長や駅伝のスターターを務めるなどイベントにも出演。翌2012年2月にはDVD付きファースト写真集『みゆ。』を発売。
2013年、スリー・アローズ・エンターテイメントから親会社のヒラタオフィスへ移籍。
2015年には織田裕二出演のオープンハウスCM犬のジョンシリーズ「あの娘の家」篇に出演し、「家目的ですね」と冷たくあしらうメス犬役を演じて話題となる。2016年にはNHK連続テレビ小説『あさが来た』にヒロインの義弟の妻・白岡さち役で出演する。
2016年、地図で仕事が探せるアプリ スタンバイのCMに出演し、「スタンバイ完了」のセリフで話題となる。

## 人物
身長156cm、体重39kg。バスト76cm、ウエスト57cm、ヒップ80cm、靴のサイズ23cm。（2007年時点）
特技はフラフープ。
目標の女優は宮﨑あおい。映画『初雪の恋 ヴァージン・スノー』（2007年）で念願の共演を果たしている。

## 出演

### テレビドラマ
- ドラマ30（MBS）
  - いのちの現場から6（1999年9月27日 - 11月26日） - 新谷のぞみ 役
  - ディア・ゴースト（2000年8月28日 - 9月29日） - 春山めい 役
- パパ トールド★ミー 大切な君へ」（2003年4月12日 - 6月28日、NHK教育） - 浜崎あゆみ 役
- 新・京都迷宮案内4 最終話（2007年3月8日、テレビ朝日） - 児玉亜紀 役
- 恋する日曜日第3シリーズ 「県境」（2007年5月5日、BS-i） - 主演・やえ 役
- 栞と紙魚子の怪奇事件簿 第7話（2008年2月16日、日本テレビ） - 臼田加奈子 役
- 学校じゃ教えられない!（2008年7月15日 - 9月16日、日本テレビ） - 吉澤可奈 役
- ジャッジII〜島の裁判官奮闘記〜 第3話（2008年11月8日、NHK） - 工藤由佳 役
- 必殺仕事人2009 第18話（2009年5月29日、朝日放送） - お春 役
- まっつぐ〜鎌倉河岸捕物控〜（2010年4月17日 - 8月14日、NHK総合） - しほ 役
- フェイク 京都美術事件絵巻 第4話（2011年1月25日、NHK） - 磯部エミ 役
- おみやさん（テレビ朝日）
  - おみやさん 第8シリーズ 第2話（2011年5月5日） - 薄井香澄 役
  - 新・おみやさん 第1話（2012年4月12日） - 月島佐代子 役
- 連続テレビ小説（NHK）
  - カーネーション（2011年10月3日 - 2012年2月4日） - 小原静子 役
  - あさが来た（2016年1月9日 - 4月2日） - 白岡さち 役[8]
    - あさが来たスピンオフ 割れ鍋にとじ蓋（2016年4月23日、NHK BSプレミアム）
- 博多ステイハングリー シーズン1 第4話（2014年4月23日、テレビ西日本） - 川代さやか 役
- 素敵な選TAXI 第2話（2014年10月21日、関西テレビ） - 高橋いのり 役[9]
- 大岡越前2 第9話（2014年11月28日、NHK BSプレミアム） - お志乃 役
- 復讐法廷（2015年2月7日、テレビ朝日） - 中原由紀子 役[10]
- 神谷玄次郎捕物控2 第2話（2015年4月10日、NHK BSプレミアム） - ゆり 役
- 伝七捕物帳 第6回「怪談、からくり屋敷」（2016年8月19日、NHK BSプレミアム） - お時 役[11]
- ウルトラマンオーブ 第19話（2016年11月12日、テレビ東京） - 陽子 役
- 相棒 season15 第6話「嘘吐き」（2016年11月16日、テレビ朝日） - 三ツ門夏音 役[12]
- コードネームミラージュ（2017年4月8日 - 9月23日 、テレビ東京） - 永井佳澄 役
- みをつくし料理帖（2017年5月13日 - 、NHK総合） - 菊乃 役[13]
- 山本周五郎時代劇 武士の魂 第4話「山だち問答」（2017年5月16日、BSジャパン） - 戸田小雪 役[14]
- ウチの夫は仕事ができない（2017年7月8日 - 9月16日、日本テレビ） - 遠藤智花 役
- OH LUCY!（2017年9月16日、NHK総合） - 若いOL 役
- 警視庁ゼロ係〜生活安全課なんでも相談室〜THIRD SEASON 第1話･2話（2018年7月20日･27日、テレビ東京） - 山本真奈 役
- 警視庁機動捜査隊216X「引鉄」（2019年4月1日、TBS） - 香川菜穂 役
- ひみつ×戦士 ファントミラージュ! (2019年9月8日 - 、テレビ東京） - 安奈ジュリ 役
- 警視庁・捜査一課長2020 第12話（2020年7月30日、テレビ朝日） - 八木歩美 役
- 大河ドラマ 光る君へ 第30回 -（2024年8月4日 - 、NHK） - 敏子 役[15]
- 特捜9 final season 第1話（2025年4月9日、テレビ朝日） - 中園玲 役[16]

### その他のテレビ番組
- 鉄道紀行 ニッポンぶらり鉄道旅 第86回 （2016年12月8日、NHK BSプレミアム) - 旅人

### ラジオドラマ
- 青春アドベンチャー（NHK-FM）
  - 『ストーリーボックス ザ・マネー』(2)(4)（2025年2月4日、6日）[17]

### 映画
- 風の絨毯（2003年5月17日、ソニー・ピクチャーズ エンタテインメント） - 主演・永井さくら 役
- 七人の弔（2005年8月13日、オフィス北野 / 東京テアトル） - 西山翔子 役
- TWO LOVE〜二つの愛の物語〜 「君と歩いた道」（2006年6月10日、ウィルコ / Road&Sky） - 主演・木原真琴 役
- それでもボクはやってない（2007年1月20日、東宝） - 古川俊子 役
- あかね空（2007年3月31日、角川ヘラルド映画） - おきみ 役
- 初雪の恋 ヴァージン・スノー（2007年5月12日、角川ヘラルド映画） - 佐々木百合 役
- STAY（2007年9月7日、ギャガ・コミュニケーションズ） - 主演・山王みちる 役
- 20世紀少年 第1章『終わりの始まり』（2008年8月30日、東宝）
- GOTH（2008年12月20日、ジョリー・ロジャー） - 神山桜 役
- 臍帯（2012年6月16日、ゴー・シネマ） - 主演・武田綾乃 役[18]
- 劇場版 零〜ゼロ〜（2014年9月26日、KADOKAWA） - 槙野慧子 役[注 1][19]
- 生きちゃった（2020年10月3日、フィルムランド） - 飯村早智子 役
- 仏師（2026年公開予定、平成プロジェクト） - 香織 役[20]

### 短編映画・劇場未公開
- 退屈男の短い夢（2004年）
- 電脳ガール（2005年） - 主演・チナツ 役[21]
- 硝子と鉛の火の粉（2005年） - 主演・硝子 役
- 恋文（2008年） - 主演
- ROADSIDE（2009年） - ナビゲーター
- ブーケなんていらない!（2015年6月4日、UULA） - マコ 役[注 2][22]

### DVD
- 「TWO LOVE 〜二つの愛の物語〜」2枚組・好夏3
- 浜田省吾「ON THE ROAD 2005-2007 "My First Love"」
- 「STAY」vol.1 & vol.2

### CM
- コープ
- 小僧寿し
- 松本引越センター
- 江崎グリコ「朝食りんごヨーグルト」（2004年 - 2005年）
- 日本放送協会「2006NHK受信料・家族割引」（2006年）
- 日糧製パン「絹艶」（2007年）
- 八十二銀行（2010年 - ）
- オープンハウス（2015年、「犬のジョン」シリーズ 「あの娘の家」篇）
- NHK-AC共同キャンペーン「『もったいない』で明日は変わる」（2015年） - 声の出演[23]
- ビズリーチ スタンバイ「地図で仕事が探せるアプリ」篇（2016年）
- SUBARUインプレッサ「乗る人すべてに」編（2018年）

### スチル
- ワコール・ナルミヤインターナショナルのコラボレーション（「フラワーガーデン」）
- ナルミヤインターナショナル（「ポンポネット」）

### 雑誌
- ピチレモン[24]

## 受賞歴
2002年
- 第7回ピチレモンモデルオーディション 準グランプリ

2004年
- ファジル国際映画祭（『風の絨毯』）
  - 観客賞
  - 審査員特別賞
  - 世界教会賞

## 書籍

### 写真集
- みゆ。（2012年2月14日、ワニブックス、撮影：Sai）ISBN 978-4847044281